# Sail Canvas
『Sail Canvas』（セイルキャンバス）は、TrySailの1枚目のオリジナル・アルバム。2016年5月25日にアニプレックスから発売された。

## 背景
声優ユニットTrySailの1枚目のフルアルバムで、2015年にデビューしてから1年間の活動をまとめたものになっている。『Sail Canvas』というタイトルには、そのままの帆という意味のほかに、白いキャンバスに自分たちの色を描いていく、という意味が込められている。
シングルから「Youthful Dreamer」「コバルト」「whiz」が収録され、これらのカップリング曲も収録されている。また、2015年10月11日に開催されたライブイベント「LAWSON presents TrySail Live 2015 “The Golden Voyage of TrySail”」にて初披露された新曲の「ひかるカケラ」「あかね色」が収録され、本アルバムの2週間前に発売されたシングル『High Free Spirits』のカップリングとして収録された「僕らのシンフォニー」とあわせ、アルバム発売時までにライブイベントで先に披露された楽曲は全て音源化された。またアルバム新規楽曲として、4曲が制作された。

## 音楽性
1曲目「Youthful Dreamer」はTrySailのデビュー曲。テレビアニメ『電波教師』のオープニングテーマに起用された。
2曲目「コバルト」は2ndシングルの表題曲。テレビアニメ『Classroom☆Crisis』のオープニングテーマに起用された。
4曲目「Baby My Step」は3rdシングルのカップリング曲で、明るく盛り上がる楽曲。歌詞に合いの手を入れる箇所が多く、2ndライブでの初披露から、ライブで披露するごとに育っていく楽曲となった。
7曲目「パーリー☆パーティ」はおもちゃの世界のような、遊び心が詰まった楽曲。メンバーが『貢献Girls』として歌い、イベントでも何度か披露されたゲーム『フリーダムウォーズ』関連楽曲の「Let's 貢献！〜恋の懲役は1,000,000年〜」と同じ作曲者による楽曲で、似た効果音が使われている。
8曲目「ホントだよ」は2ndシングルのカップリング曲で、麻倉をセンターとしてフィーチャーした甘い楽曲。可愛い曲をあまり歌ったことがなかった雨宮は、キャラクターにならないよう歌い方を探るのに苦戦したと語っている。
9曲目「whiz」は3rdシングルの表題曲。アニメ『暦物語』のエンディングテーマに起用された。
10曲目「あかね色」はTrySailとして初めてのバラード曲で、大切な人の幸せを願う想いが歌詞やメロディに詰まっている優しく切ない楽曲。バラード曲が苦手な麻倉は2ndライブイベントでの初披露の際、緊張で歌詞が飛ばないように歌い出しの歌詞を手に書いていたと明かしている。収録の際にはスタッフがブースとミキシングルームの間のカーテンを閉め、1人だけの空間を作ってもらったため歌いやすかったという。
11曲目「Sail Out」は1stシングルのカップリング曲で、「これから出航する」という希望や不安が反映された楽曲。1stライブのタイトルにも使用された。
12曲目「ひかるカケラ」は本アルバムのリード曲として、ミュージック・ビデオが制作された。キラキラしたクセのない楽曲で、TrySailの楽曲は曲によって誰が引っ張る、というものが多いが、この曲は3人の曲でTrySailを象徴した曲になっており、クセの強い他の収録曲を紐でくくるような楽曲になっている。

## リリース、マーケティング
2016年5月25日にアニプレックスから発売された。Blu-ray付初回生産限定盤、DVD付初回生産限定盤、通常盤の3形態で販売され、初回生産限定盤には共通でリード曲「ひかるカケラ」のミュージック・ビデオが収録されたほか、BD付初回生産限定盤にはライブイベント「LAWSON presents TrySail First Live 2015 "Sail Out!!!"」内での劇「Yesterday Diver」及び同イベントのメイキング映像、DVD付初回生産限定盤には1stシングル『Youthful Dreamer』から3rdシングル『whiz』及び本アルバムのジャケット撮影、ミュージック・ビデオ撮影の際のメイキング映像が収録された。
2016年5月3日配信の『TrySailのTRYangle harmony』第122回は、「マジ Sail Canvas 茶会」と題して、通常コーナーに代わり本アルバムを取り上げた特集回となった。
リリース記念イベントとして、TrySailとしては初めてのお渡し会イベント「キミにわたすよ」が行われた。また、シングル『High Free Spirits』との連動購入キャンペーンも実施された。

## アートワーク
ジャケット写真は、横浜市にある氷川丸の船上にて撮影された。撮影は気温の低い時期に行われたものの、衣装が薄着だったため、非常に寒い思いをしたという。

## ライブ・イベント
アルバムを引っさげてのライブ・イベントとして、2016年6月5日にパシフィコ横浜・国立大ホールにて「TrySail Live 2016 “Smooth Sailing”」、6月18日に東京国際フォーラム・ホールAにて「TrySail Live 2016 “Headwind Sailing”」が開催された。TrySailがパシフィコ横浜以外でワンマンライブを行うのは初めてとなった。

## 収録内容

### 収録曲
☆は、新規収録楽曲。
| #         | タイトル                 | 作詞      | 作曲      | 編曲      | 時間  |
| --------- | ------------------------ | --------- | --------- | --------- | ----- |
| 1.        | 「Youthful Dreamer」     | 石田寛朗  | 石田寛朗  | 石田寛朗  | 3:59  |
| 2.        | 「コバルト」             | 谷口尚久  | 谷口尚久  | 谷口尚久  | 4:04  |
| 3.        | 「sewing dream」(☆)      | 渡辺翔    | 渡辺翔    | 倉内達矢  | 3:32  |
| 4.        | 「Baby My Step」         | 春日章宏  | 春日章宏  | 春日章宏  | 4:05  |
| 5.        | 「primary」(☆)           | 上田起士  | 松田純一  | 松田純一  | 4:03  |
| 6.        | 「明日も晴れる」(☆)      | 春日章宏  | 春日章宏  | 春日章宏  | 4:23  |
| 7.        | 「パーリー☆パーティ」(☆) | 保井俊之  | 足立賢明  | 足立賢明  | 4:53  |
| 8.        | 「ホントだよ」           | 谷口尚久  | 谷口尚久  | 谷口尚久  | 4:30  |
| 9.        | 「whiz」                 | 渡辺翔    | 渡辺翔    | 倉内達矢  | 4:24  |
| 10.       | 「あかね色」(☆)          | 谷口尚久  | 谷口尚久  | 華原大輔  | 5:20  |
| 11.       | 「Sail Out」             | 田中花乃  | AYAME     | 谷口尚久  | 4:05  |
| 12.       | 「ひかるカケラ」(☆)      | 谷口尚久  | 谷口尚久  | 谷口尚久  | 4:08  |
| 合計時間: | 合計時間:                | 合計時間: | 合計時間: | 合計時間: | 51:43 |

### 特典映像

#### Blu-ray付初回生産限定盤
| #  | タイトル                                                                                              | 作詞 | 作曲・編曲 |
| -- | --- | ---- | ---------- |
| 1. | 「ひかるカケラ (Music Video)」                                                                        |      |            |
| 2. | 「1stライブ「LAWSON presents TrySail First Live 2015 "Sail Out!!!"」30分劇場「Yesterday Diver」映像」 |      |            |
| 3. | 「1stライブ「LAWSON presents TrySail First Live 2015 "Sail Out!!!"」ミニメイキング映像」              |      |            |

#### DVD付初回生産限定盤
| #  | タイトル                                                              | 作詞 | 作曲・編曲 |
| -- | --------------------------------------------------------------------- | ---- | ---------- |
| 1. | 「ひかるカケラ (Music Video)」                                        |      |            |
| 2. | 「1st～3rdシングル＆1stアルバムのジャケット撮影・MV撮影のメイキング」 |      |            |

## 演奏
- 石田寬朗：Programming (#1)
- 堤博明：Electric Guitar (#1)
- 谷口尚久
  - Programming & All Other Instruments (#2.8.11.12)
  - Vocal Direction (#5.7)
- 倉内達矢：Programming & All Other Instruments (#3.9)
- 春日章宏：Programming & All Other Instruments (#4.6)
- 傳田修弘：Guitar (#4)
- 松田純一：Violin, Programming & All Other Instruments (#5)
- Elmira：Trumpet (#5)
- 下茅良：Acoustic Guitar (#5)
- 綿貫正顕：Electric Guitar (#5)
- ラリー橋本：Bass (#5)
- TTS (Team TrySail)：Hand Clap & Chorus (#6)
- 足立賢明：Programming & All Other Instruments (#7)
- 華原大輔：Programming & All Other Instruments (#10)
- 橘哲夫：Vocal Direction (#10)

## チャート
| チャート                                            | 最高 順位 | 出典   |
| --------------------------------------------------- | --------- | ------ |
| 日本・オリコン デイリーCDアルバムランキング         | 4         | [ 19 ] |
| 日本・オリコン 週間CDアルバムランキング             | 5         | [ 1 ]  |
| 日本・オリコン 月間CDアルバムランキング 2016年5月度 | 14        | [ 2 ]  |
| Billboard Japan Hot Albums                          | 7         | [ 20 ] |
| Billboard Japan Top Albums Sales                    | 5         | [ 21 ] |